# Ali Kordan
Ali Kordan (persisch علی کردان‎; * 1958 (?); † 22. November 2009 in Teheran) war ein iranischer Politiker. Er war Vize-Minister für Erdöl und vom 4. August bis zum 4. November 2008 Innenminister seines Landes.
Kordan wurde vom Madschles mit 188 Stimmen bei 45 Gegenstimmen und 14 Enthaltungen seines Amtes enthoben. Die Amtsenthebung wurde angestrengt, als bekannt wurde, dass Kordan zu Unrecht einen Ehrendoktor, mittels unechter Urkunde vom Juni 2000, der renommierten University of Oxford führte. Die Universität erklärte, dass Ali Kordan in Oxford weder einen Ehrendoktortitel verliehen bekommen noch einen akademischen Grad erreicht habe. Kordan erklärte in einem Schreiben an Präsident Mahmud Ahmadineschad, die Urkunde über einen Mittelsmann erhalten zu haben, über den er auch seine Dissertation eingereicht habe. „Die Frage nach der Echtheit der Doktorwürde ist mir nie in den Sinn gekommen“, so Kordan in dem Schreiben. Weiterhin wurde bekannt, dass Kordan, der in Iran als Universitätsprofessor tätig war, nach seinen Angaben an der Universität Teheran ein Studium abgeschlossen habe, die Universität Teheran widersprach dieser Behauptung.
Ali Kordan starb am 22. November 2009 an den Folgen einer Gehirnerkrankung.